# 働かざる者たち
『働かざる者たち』（はたらかざるものたち）は、サレンダー橋本による日本の漫画作品。エブリスタのコミックエッセイレーベル 「コココミ」にて、2017年から2018年にかけて連載された。老舗新聞社を舞台に、入社7年目のシステム部社員が勤労意欲の無い同僚に翻弄されることで自分の働き方、生き方を模索していくヒューマンコメディ。
2020年8月27日からテレビ東京系「ドラマパラビ」でテレビドラマ化。

## 書誌情報
- サレンダー橋本『働かざる者たち』、小学館クリエイティブ〈エヌ・オー・コミックス〉、全1巻
  1. 2018年08月29日発売、ISBN 978-4-7780-3405-4[3]

## テレビドラマ
2020年8月27日（26日深夜）から10月1日（9月30日深夜）までテレビ東京系「ドラマパラビ」で木曜0時58分から1時28分（水曜深夜）に放送された。主演は濱田岳。全6話。

### キャスト
- 橋田一 - 濱田岳

技術局システム部所属。本業はそこそこにネットに自作の4コマ漫画をアップしている。
- 新田啓太 - 古川雄輝[5]

橋田の同期で政治部のエース記者。
- 川江奈々 - 池田エライザ[5]

人事部所属。高卒入社を理由に業務をサボっているが、橋田の漫画や仕事になにかと口出ししてくる。
- 鴨志田哲也 - 大水洋介（ラバーガール）[5]

橋田の同期で校閲部所属。
- 八木沼豊 - 津田寛治[5]

技術局工程部所属で、働かず毎日社内をフラフラしている。
- 添田昭吉 - 林和義

技術局システム部部長。
- 山田 - 松林慎司

技術局システム部における橋田の先輩。
- リン - 藤谷理子

橋田たちが通う居酒屋の店員。
藤谷はオープニングナレーション（橋田が描いた漫画の主人公であるケツ太郎の声）も担当。
- 河田誠一郎 - 林泰文[6]

政治部部長。
- 三木勲 - 梶原善（第2話・最終話）[6]

校閲部所属だが、ウィキプディアをメモ帳ソフトにコピペして仕事しているふりをしている。通称・ウィキさん。
- 柳瀬真 - 矢柴俊博（第2話）[6]

校閲部部長。
- 神前 - 志賀圭二郎（第2話）

伝説の論説委員。
- 多野和彦 - 升毅（第2話 - 最終話）[6]

技術局局長。第5話でシステム部を子会社化するなどの大ナタを振るう。
- 山中達彦 - 甲本雅裕（第3話）[6]

印刷部所属。スマホの位置情報ゲームをしながら工場をウロついている。
- 吉田源二 - 松村明（第3話）

印刷部の工場長。
- マー坊 ‐ 水野智則（第4話）
- 堀孝一 - 浜野謙太（第4話・最終話）[6]

沼ヶ原地方通信部の記者。
- 風間敦 - 柳沢慎吾（第5話・最終話）[6]

販売一部部長。販売店への「押し紙」で成績を上げる以外はほぼ仕事をせずに出世した。
- （キャバクラの）女子1 - 玉井らん（第5話）
- 優衣 - 寒竹優衣（最終話）
- サラリーマン - 曽野舜太（最終話）

### スタッフ
- 原作 - サレンダー橋本
- 脚本 - 有働佳史、ニシオカ・ト・ニール
- 監督 - 有働佳史
- 主題歌 - M!LK「HOME」[6]
- 音楽 - 諸橋邦行
- チーフプロデューサー - 山鹿達也（テレビ東京）
- プロデューサー - 北川俊樹（テレビ東京）、木下真梨子（テレビ東京）、塙太志（大映テレビ）
- 制作 - テレビ東京、大映テレビ
- 製作著作 - 「働かざる者たち」製作委員会

### 放送日程
| 各話   | 放送日   | ラテ欄                   | 脚本                 |
| ------ | -------- | ------------------------ | -------------------- |
| 第1話  | 08月27日 | 幸せ発見! サボり極意     | 有働佳史             |
| 第2話  | 09月03日 | ハイパー窓際族（秘）テク | ニシオカ・ト・ニール |
| 第3話  | 09月10日 | チンピラ職人…謎の涙      | 有働佳史             |
| 第4話  | 09月17日 | 左遷記者の（秘）スクープ | ニシオカ・ト・ニール |
| 第5話  | 09月24日 | 働かず1000万おじさん     | 有働佳史             |
| 最終話 | 10月01日 | 最弱ヒラ社員の逆転劇     | 有働佳史             |

### 放送局
| 放送期間                | 放送日時                     | 放送局         | 対象地域   | 備考           |
| ----------------------- | ---------------------------- | -------------- | ---------- | -------------- |
| 2020年8月27日 - 10月1日 | 木曜 0:58 - 1:28（水曜深夜） | テレビ東京     | 関東広域圏 | 製作局         |
| 2020年8月27日 - 10月1日 | 木曜 0:58 - 1:28（水曜深夜） | テレビ大阪     | 大阪府     |                |
| 2020年8月27日 - 10月1日 | 木曜 2:05 - 2:35（水曜深夜） | テレビ愛知     | 愛知県     |                |
| 2021年1月8日 - 2月12日  | 金曜 0:00 - 0:30（木曜深夜） | BSテレ東（2K） | 全国       |                |
| 2021年1月8日 - 2月12日  | 金曜 0:00 - 0:30（木曜深夜） | BSテレ東4K     | 全国       | 4K制作版で放送 |

### ネット配信
- Paraviでは8月26日より毎週水曜21時に独占先行配信。
- ネットもテレ東（TVer、GYAO!）では地上波での放送後から最新話限定で無料配信された。

| テレビ東京系 ドラマパラビ               | テレビ東京系 ドラマパラビ                  | テレビ東京系 ドラマパラビ                         |
| 前番組                                  | 番組名                                     | 次番組                                            |
| --------------------------------------- | ------------------------------------------ | ------------------------------------------------- |
| ふろがーる! （2020年7月16日 - 8月20日） | 働かざる者たち （2020年8月27日 - 10月1日） | だから私はメイクする （2020年10月8日 - 11月12日） |